# Deutsche Tourenwagen-Masters
De DTM is in Europa een van de grootste/belangrijkste toerwagenkampioenschappen. Het wordt samen met het WTCC gezien als de Formule 1 van de toerwagens. De afkorting staat sinds 2000 voor Deutsche Tourenwagen-Masters. Daarvoor stond ze voor Deutsche Tourenwagen Meisterschaft.
Het kampioenschap is van oorsprong Duits. De meeste races worden dan ook gereden in Duitsland, maar er wordt ook gereden op andere internationale circuits zoals Brands Hatch, Red Bull Ring, Moskou, Zandvoort en Assen.

## Deutsche Tourenwagen Meisterschaft
Het originele DTM startte in 1984 onder de naam Deutschen Produktionswagen Meisterschaft. De auto's waren gebouwd naar de FIA Groep A regels, maar door de jaren heen werden auto's steeds heftiger gemodificeerd. In 1993 werden de Groep A regels opgegeven en reden de auto's voortaan in een 2.5 liter motor klasse. De auto's werden nu uitgerust met elektronische hulpmiddelen als ABS en tractiecontrole, en hadden vierwielaandrijving en een carbon chassis. Dit bracht de productiekosten fors omhoog, en in 1996 zag DTM zich gedwongen op te doeken en over te gaan in het ITC.

## Deutsche Tourenwagen-Masters

### Het begin van de nieuwe DTM
Vanaf 1997 was er veel discussie over hoe de nieuwe DTM eruit zou moeten zien. Opel wilde de kosten drukken, Mercedes-Benz wilde juist veel geld erin steken, BMW zag niets in een klasse alleen op Duitsland gericht en Audi wilde hun trademark quattro vierwielaandrijving gebruiken. Uiteindelijk hadden Opel en Mercedes-Benz een overeenkomst over hoe de auto's eruit zouden moeten zien, ze zouden gebaseerd zijn op tweedeurs modellen. BMW en Alfa Romeo keerden niet terug en ook Audi wilde niet meedoen als er alleen met achterwielaandrijving gewerkt zou worden. Echter, Abt Sportsline zou wel uitkomen en gebruikmaken van de Audi TT-R.
In 2000 werd DTM nieuw leven ingeblazen, ditmaal volgens een andere formule. Ze hadden van hun fouten geleerd en ditmaal werd er alles aangedaan om de auto's spectaculair te maken, maar goedkoop om te produceren en onderhouden. Zo werden ABS, tractiecontrole en vierwielaandrijving weer allemaal verboden. De auto's hadden voortaan 4,0 liter V8 motoren en alle auto's hadden dezelfde remmen en banden. Voor de transmissie was er keuze tussen een systeem van Hewland of een van X-Trac.

### 2000-2003
De nieuwe DTM startte in mei 2000 op de Hockenheimring. Sommige auto's hadden nog geen of weinig sponsorstickers, maar al snel zou het uitgroeien tot de grootste toerwagenklasse in Europa. De auto's van Opel en Mercedes-Benz konden zich goed met elkaar meten, maar de haastig geproduceerde Abt Audi's werden meestal overklast. De eerste twee jaren werden gewonnen door de Mercedes CLK, maar in 2003 was er succes voor de TT-R, nadat er veranderingen aan de aerodynamica waren gedaan.

### Audi sluit zich aan, Opel gaat eruit
In 2004 werden de auto's aangepast, ditmaal werd er met sedans gereden in plaats van coupés. Audi nam nu officieel deel met de Audi A4 DTM, Terwijl Mercedes voor de C-klasse ging en Opel voortaan met de Vectra meereed. Aan het einde van 2005 was er een tegenslag, toen Opel zich terugtrok, als gevolg van bezuinigingen bij General Motors. Het gat leek gevuld te worden door Rover, maar die gingen failliet. Audi en Mercedes gingen samen verder. Er waren plannen bij Alfa Romeo om mee te doen in het 2007 seizoen, dat seizoen begon later om ze extra tijd te geven een auto te ontwikkelen, maar dit kwam er uiteindelijk niet van. De jaren daarna domineerde Audi, pas in 2010 was er weer een overwinning voor Mercedes.

### BMW keert terug
Het 2012 seizoen kende een flinke verandering. De auto's gingen weer terug naar de coupé vorm, en BMW sloot zich na twintig jaar droogte weer aan bij de DTM. Het zou in de BMW M3 coupé de strijd aangaan met de Audi A5 en Mercedes-Benz C coupé. Direct was er succes, want Bruno Spengler bracht BMW de overwinning. Het jaar daarna ging Audi over op de RS5 DTM, die met Mike Rockenfeller aan het stuur kampioen werd. Het 2014 seizoen kende weer een nieuwe auto, de BMW M4 DTM, die weer in zijn debuutjaar de overwinning pakte.

## Races
Sinds 2015 zijn er negen evenementen, met bij iedere editie een race op zaterdag en een race op zondag. De race op zaterdag duurt 40 minuten, en een pitstop is optioneel. De race op zondag duurt 60 minuten, en een pitstop met bandenwissel is dan verplicht. Traditioneel wordt het seizoen geopend en afgesloten op de Hockenheimring.

## Specificaties auto's
- Motor: 4,0 L V8 DOHC N/A
- Transmissie: 6-traps semi-automaat
- Gewicht: 1120 kg
- Vermogen: 467 pk (343 kw)
- Brandstof: Aral 102 loodvrij
- Brandstoftank: 120 liter

## Modellen
| Make          | 2000  | 2001  | 2002  | 2003  | 2004     | 2005     | 2006     | 2007     | 2008     | 2009     | 2010     | 2011     | 2012    | 2013    | 2014    | 2015    | 2016    | 2017    | 2018    | 2019      |
| ------------- | ----- | ----- | ----- | ----- | -------- | -------- | -------- | -------- | -------- | -------- | -------- | -------- | ------- | ------- | ------- | ------- | ------- | ------- | ------- | --------- |
| Aston Martin  |       |       |       |       |          |          |          |          |          |          |          |          |         |         |         |         |         |         |         | Vantage   |
| Audi          | TT    | TT    | TT    | TT    | A4       | A4       | A4       | A4       | A4       | A4       | A4       | A4       | A5      | RS5     | RS5     | RS5     | RS5     | RS5     | RS5     | RS5 Turbo |
| BMW           |       |       |       |       |          |          |          |          |          |          |          |          | M3      | M3      | M4      | M4      | M4      | M4      | M4      | M4 Turbo  |
| Mercedes-Benz | CLK   | CLK   | CLK   | CLK   | C-Klasse | C-Klasse | C-Klasse | C-Klasse | C-Klasse | C-Klasse | C-Klasse | C-Klasse | C-Coupe | C-Coupe | C-Coupe | C-Coupe | C-Coupe | C-Coupe | C-Coupe |           |
| Opel          | Astra | Astra | Astra | Astra | Vectra   | Vectra   |          |          |          |          |          |          |         |         |         |         |         |         |         |           |

## DTM Masters
| Jaar | Coureur               | Wagen                         |
| ---- | --------------------- | ----------------------------- |
| 1984 | Volker Strycek        | BMW 635 CSi                   |
| 1985 | Per Stureson          | Volvo 240 Turbo               |
| 1986 | Kurt Thiim            | Rover 3500 Vitesse            |
| 1987 | Eric van de Poele     | BMW M3                        |
| 1988 | Klaus Ludwig          | Ford Sierra                   |
| 1989 | Roberto Ravaglia      | BMW M3                        |
| 1990 | Hans-Joachim Stuck    | Audi V8                       |
| 1991 | Frank Biela           | Audi V8                       |
| 1992 | Klaus Ludwig          | Mercedes-Benz 190 Evo 2       |
| 1993 | Nicola Larini         | Alfa Romeo 155 TI             |
| 1994 | Klaus Ludwig          | AMG-Mercedes-Benz C-Klasse    |
| 1995 | Bernd Schneider       | AMG-Mercedes-Benz C-Klasse    |
| 1996 | Manuel Reuter         | Opel Calibra V6               |
| 2000 | Bernd Schneider       | AMG-Mercedes-Benz CLK V8      |
| 2001 | Bernd Schneider       | AMG-Mercedes-Benz CLK V8      |
| 2002 | Laurent Aïello        | Abt-Audi TT-R                 |
| 2003 | Bernd Schneider       | AMG-Mercedes-Benz CLK         |
| 2004 | Mattias Ekström       | Audi A4 DTM                   |
| 2005 | Gary Paffett          | AMG-Mercedes-Benz C-Klasse    |
| 2006 | Bernd Schneider       | AMG-Mercedes-Benz C-Klasse    |
| 2007 | Mattias Ekström       | Audi A4 DTM                   |
| 2008 | Timo Scheider         | Audi A4 DTM                   |
| 2009 | Timo Scheider         | Audi A4 DTM                   |
| 2010 | Paul di Resta         | AMG-Mercedes-Benz C-Klasse    |
| 2011 | Martin Tomczyk        | Audi A4 DTM                   |
| 2012 | Bruno Spengler        | BMW M3 DTM                    |
| 2013 | Mike Rockenfeller     | Audi RS5 DTM                  |
| 2014 | Marco Wittmann        | BMW M4 DTM                    |
| 2015 | Pascal Wehrlein       | DTM AMG Mercedes C-Coupé      |
| 2016 | Marco Wittmann        | BMW M4 DTM                    |
| 2017 | René Rast             | Audi RS5 DTM                  |
| 2018 | Gary Paffett          | DTM AMG Mercedes C-Coupé      |
| 2019 | René Rast             | Audi RS5 Turbo DTM            |
| 2020 | René Rast             | Audi RS5 Turbo DTM 2020       |
| 2021 | Maximilian Götz       | Mercedes-AMG GT3 Evo          |
| 2022 | Sheldon van der Linde | BMW M4 GT3                    |
| 2023 | Thomas Preining       | Porsche 911 GT3 R (992)       |
| 2024 | Mirko Bortolotti      | Lamborghini Huracán GT3 Evo 2 |